# Frička
Frička (rusiń. Фрічка, Friczka) – wieś (obec) w północno-wschodniej Słowacji, w kraju preszowskim w powiecie Bardejów.

## Położenie
Frička leży na zachodnim skraju Beskidu Niskiego, w dolinie górnego toku potoku Kamenec. Od zach. ogranicza jej teren dość niski w tym miejscu główny grzbiet Karpat, będący tu działem wodnym między zlewiskami Bałtyku i Morza Czarnego. Od pn. wznosi się nad nią niezwykle stromym stokiem Lackowa, zaś od wsch. równie stroma Siwa Skała.

## Historia
Pierwsze wzmianki o miejscowości, notowanej wówczas jako Fricska, pochodzą z roku 1618, choć wieś została założona zapewne jeszcze w XVI w., być może w roku 1598. Należała ona wówczas do feudalnego „państwa” Makowica z siedzibą na zamku Zborów. W 1711 r., po upadku powstania Franciszka II Rakoczego, wyludniła się na skutek ucieczki poddanych. Po ponownym zaludnieniu w roku 1787 wspominana była Vyšná Frička, która miała 40 gospodarstw i 273 mieszkańców. W roku 1828 było we wsi 55 domów z 408 mieszkańcami, którzy zajmowali się pracą w lasach, hodowlą owiec, furmanieniem, wyrobem gontów i drewnianego sprzętu gospodarskiego. W XIX w. przez pewien czas działała we wsi niewielka huta żelaza, założona przez hrabiego Forgácsa. Do lat międzywojennych w XX w. były tu majątki rodziny Erdődych.
Po II wojnie światowej mieszkańcy pracowali w założonym w 1957 r. spółdzielczym gospodarstwie rolnym, obecnie również w Bardejowie, a nawet w Preszowie.

## Demografia

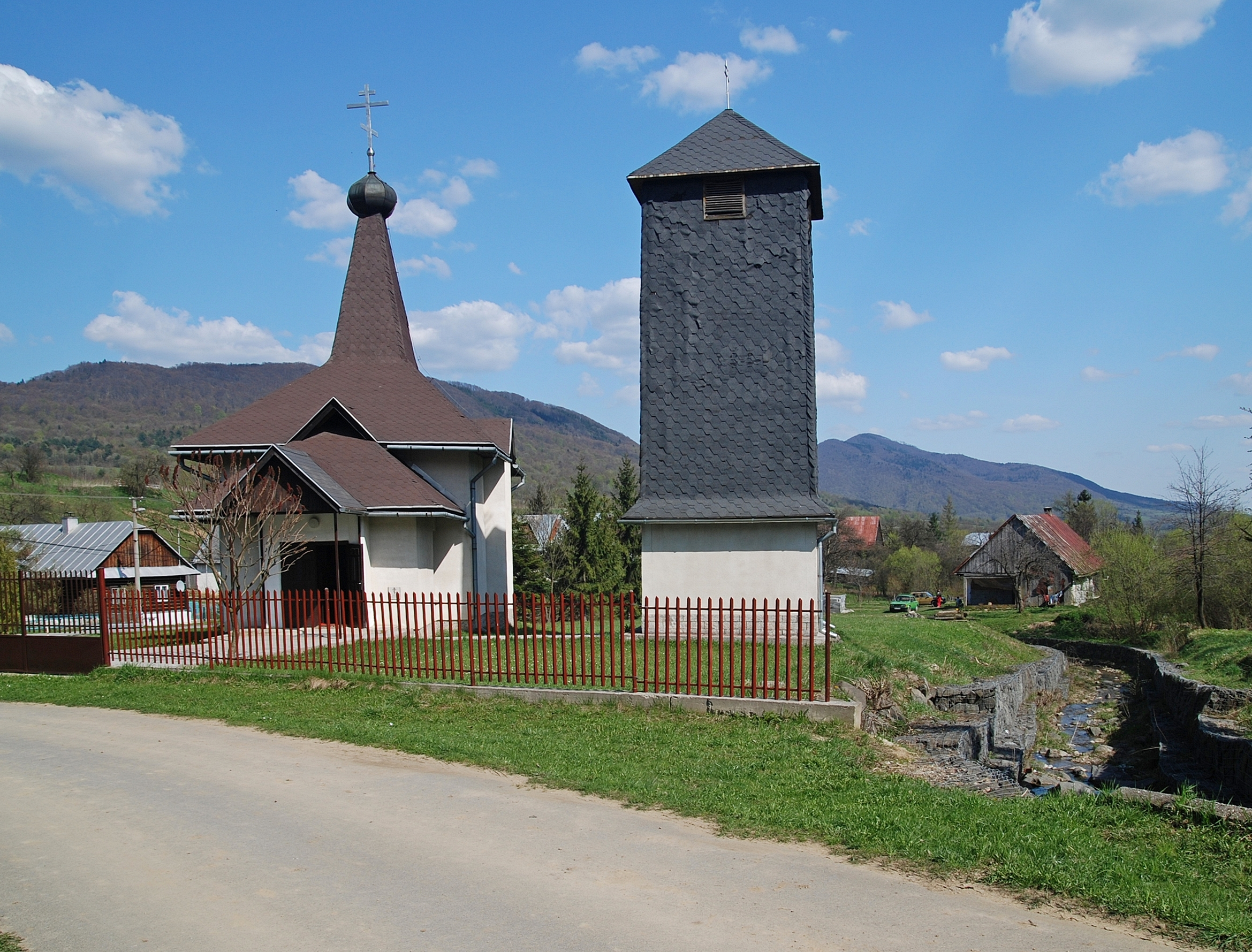
Cerkiew prawosławna

Według danych z dnia 31 grudnia 2016, wieś zamieszkiwało 327 osób, w tym 170 kobiet i 157 mężczyzn.
W 2001 roku rozkład populacji względem narodowości i przynależności etnicznej wyglądał następująco:
- Słowacy – 72,51%
- Czesi – 0,40%
- Polacy – 0,40%
- Romowie – 11,55%
- Rusini – 11,55%
- Ukraińcy – 2,79%

We wsi znajdują się dwie cerkwie: greckokatolicka, drewniana św. Michała Archanioła oraz prawosławna, pod tym samym wezwaniem.